# Metoda stałego pola magnetycznego i zmiennego prądu podłużnego
Metoda stałego pola magnetycznego i zmiennego prądu podłużnego – metoda stosowana do badania efektu Halla. Stosowana w badaniach materiałów, które wytwarzają niewielkie napięcie Halla rzędu 10 μV. 
Przez próbkę, umieszczoną w stałym polu magnetycznym, przepuszczany jest zmienny prąd. Prąd ten, płynący wzdłuż próbki, wywołuje powstanie zmiennego napięcia Halla między brzegami próbki w kierunku poprzecznym. Napięcie wzmacnia się wzmacniaczem selektywnym, generowane w ten sposób napięcie (napięcie Halla) ma taką samą częstotliwość jak prąd podłużny. Sygnał wyjściowy filtruje się i wzmacnia wzmacniaczem selektywnym, pozostawiając jedynie częstotliwość równą częstotliwości sygnału wejściowego. Z tak otrzymanego sygnału wydziela się jedynie sygnał będący w fazie z sygnałem wejściowym stosując detektor fazoczuły, który porównuje fazę napięcia Halla z fazą prądu podłużnego.

## Literatura
- red Subotowicz ,,Metody doświadczalne w fizyce"